# Классы сенаторов США
Сенат США состоит из 100 членов: по 2 сенатора от каждого штата, независимо от численности его населения. Сенаторы избираются сроком на 6 лет. Однако выборы в Сенат проходят каждые два года: на каждых выборах в порядке ротации переизбирается 1/3 состава сената. Таким образом, некоторые выборы в Сенат проводятся между президентскими выборами и/или одновременно с промежуточными, поскольку президент США избирается на фиксированный срок в четыре года, а члены Палаты представителей США — на фиксированный срок в два года. Цель такой системы состоит в том, чтобы, с одной стороны, способствовать стабильности в Сенате, побудить сенаторов обдумывать решения без суеты и спешки, не устраивать глобальной cмены всей палаты каждые шесть лет, а с другой — чтобы предотвратить образование в Сенате США устойчивых фракций «в зловещих целях».
Для этого сенаторы США разделены на три класса, определяющих, какие места будут выставлены на выборы в очередном двухлетнем цикле, при этом на каждых выборах избирается только один класс. Два сенатора от каждого конкретного штата всегда находятся в разных классах, так что срок полномочий каждого места заканчивается в разные годы. Распределение сенаторов по классам является фиксированным и не меняется с момента присоединения штата к Союзу (для первых штатов — с момента основания Сената США).
Нахождение сенаторов в разных классах не подразумевает разности полномочий или понимания сенатора как «старшего» или «младшего». Скорее, по сложившейся практике, «старшим» сенатором от штата является тот из них, кто дольше находился в Сенате.

## Конституционная основа
Порядок выборов в Сенат определен в третьем разделе первой статьи конституции США:
Немедленно после их собрания, для первых выборов, они разделяются на три возможно равных по числу разряда. Сенаторы первого разряда оставляют свои места по истечении второго года, второго разряда — по истечении четвертого года и третьего разряда — по истечении шестого года так, чтобы одна треть всего сената избиралась по истечении каждых двух лет
Оригинальный текст (англ.)Immediately after they shall be assembled in Consequence of the first Election, they shall be divided as equally as may be into three Classes. The Seats of the Senators of the first Class shall be vacated at the Expiration of the second Year, of the second Class at the Expiration of the fourth Year, and of the third Class at the Expiration of the sixth Year, so that one third may be chosen every second Year.
В соответствии с этой нормой 14 мая 1789 года, через несколько недель после первого заседания Сената, избранные сенаторы были разделены на классы. На следующий день жеребьёвкой для каждого класса были определены сроки окончания мандатов. Присутствовало двадцать сенаторов от десяти из тринадцати штатов: Северная Каролина и Род-Айленд к тому времени еще не ратифицировали Конституцию США, а в штате Нью-Йорк из-за поздней ратификации выборов еще не проводилось.

## Классы

Распределение по классам сенаторов от штатов США
1 и 2 классы
1 и 3 классы
2 и 3 классы

### 1 класс
Это класс, члены которого в 1789 году были избраны на двухлетний срок. В настоящее время к первому классу принадлежат сенаторы от 33 штатов: Аризона, Вайоминг, Вашингтон, Вермонт, Виргиния, Висконсин, Гавайи, Делавэр, Западная Виргиния, Калифорния, Коннектикут, Массачусетс, Миннесота, Миссисипи, Миссури, Мичиган, Монтана, Мэн, Мэриленд, Небраска, Невада, Нью-Джерси, Нью-Йорк, Нью-Мексико, Огайо, Пенсильвания, Род-Айленд, Северная Дакота, Теннесси, Техас, Флорида, Юта. Выборы для данного класса проводятся в ноябре тех лет, номера которых имеют остаток 2 при делении на 6 (1790, 1796, 1802…) Предыдущие выборы состоялись в 2024 году, последующие ожидаются в 2030 году.

### 2 класс
Это класс, члены которого в 1789 году были избраны на четырехлетний срок. В настоящее время ко второму классу принадлежат сенаторы от 33 штатов: Айдахо, Айова, Алабама, Аляска, Аризона, Арканзас, Вайоминг, Виргиния, Делавэр, Джорджия, Западная Виргиния, Иллинойс, Канзас, Кентукки, Колорадо, Луизиана, Массачусетс, Миннесота, Миссисипи, Мичиган, Монтана, Мэн, Небраска, Нью-Гемпшир, Нью-Джерси, Нью-Мексико, Оклахома, Орегон, Род-Айленд, Северная Каролина, Теннесси, Техас, Южная Дакота, Южная Каролина. Выборы для данного класса проводятся в ноябре тех лет, номера которых имеют остаток 4 при делении на 6 (1792, 1798, 1804…) Предыдущие выборы состоялись в 2020 году, последующие ожидаются в 2026 году.

### 3 класс
Это класс, члены которого в 1789 году были избраны на шестилетний срок. В настоящее время к третьему классу принадлежат сенаторы от 34 штатов: Айдахо, Айова, Алабама, Аляска, Аризона, Арканзас, Вашингтон, Вермонт, Висконсин, Гавайи, Джорджия, Иллинойс, Индиана, Калифорния, Канзас, Кентукки, Колорадо, Коннектикут, Луизиана, Миссури, Мэриленд, Невада, Нью-Гемпшир, Нью-Йорк, Огайо, Оклахома, Орегон, Пенсильвания, Северная Дакота, Северная Каролина, Флорида, Южная Дакота, Южная Каролина, Юта. Выборы для данного класса проводятся в ноябре тех лет, номер которых кратен 6 (1794, 1800, 1806…) Предыдущие выборы состоялись в 2022 году, последующие ожидаются в 2028 году.

## Нерегулярные случаи
В случае принятия в состав США нового штата классность двух сенаторов от него назначается с таким расчетом, чтобы число сенаторов во всех трех классах было равным, либо, если это невозможно, как можно более близким к равному при помощи жеребьёвки. Так, в случае принятия в США 51-го штата его сенаторы будут принадлежать 1 и 2 классу, чтобы в каждом классе было по 34 сенатора. Конкретная классность для каждого из сенаторов определяется также жеребьёвкой. 
Внеочередные выборы (в случае освобождения вакансии сенатора по каким-либо причинам) могут проводиться при необходимости в любой год, однако полномочия избранного на них сенатора закончатся в тот же год, что и у всех сенаторов его класса.